# Stilpnia
Genre
Stilpnia est un genre d'oiseaux Passeriformes de la famille des Thraupidae.

## Liste des espèces
Selon la classification de référence du Congrès ornithologique international (15.1, 2025) il se répartit en 15 espèces :
- Stilpnia cyanoptera (Swainson, 1834) — Calliste à tête noire - espèce type[2]
- Stilpnia whitelyi (Salvin & Godman, 1884) — Calliste de Whitely
- Stilpnia viridicollis (Taczanowski, 1884) — Calliste argenté
- Stilpnia phillipsi (G.R.Graves & Weske, 1987) — Calliste de Phillips
- Stilpnia argyrofenges (P.L.Sclater & Salvin, 1876) — Calliste à gorge verte
- Stilpnia heinei (Cabanis, 1851) — Calliste à calotte noire
- Stilpnia larvata (Du Bus de Gisignies, 1846) — Calliste à coiffe d'or
- Stilpnia cyanicollis (d'Orbigny & Lafresnaye, 1837) — Calliste à cou bleu
- Stilpnia nigrocincta (Bonaparte, 1838) — Calliste masqué
- Stilpnia peruviana (Desmarest, 1806) — Calliste à dos noir
- Stilpnia preciosa (Cabanis, 1851) — Calliste à dos marron
- Stilpnia meyerdeschauenseei (Schulenberg & Binford, 1985) — Calliste de Schauensee
- Stilpnia vitriolina (Cabanis, 1851) — Calliste vitriolin
- Stilpnia cayana (Linnaeus, 1766) — Calliste passevert
- Stilpnia cucullata (Swainson, 1834) — Calliste dos-bleu

## Classification
Le nom valide complet (avec auteur) de ce taxon est Stilpnia K. J. Burns (d), Unitt (d) & N. A. Mason (d), 2016,.

## Étymologie
Le nom générique, Stilpnia, dérive du grec ancien στιλπνή, stilpni, « scintillant », et fait référence au plumage très coloré de ces espèces.

## Publication originale
- (en) Kevin J. Burns, Philip Unitt et Nicholas A. Mason, « A genus-level classification of the family Thraupidae (Class Aves: Order Passeriformes) », Zootaxa, Magnolia Press (d), vol. 4088, no 3,‎ 9 mars 2016, p. 329–354 (ISSN 1175-5334 et 1175-5326, OCLC 49030618, PMID 27394344, DOI 10.11646/ZOOTAXA.4088.3.2, lire en ligne).